# Sanjaya Malakar
Sanjaya Malakar (10 agosto 1989) è un cantante statunitense.

## Biografia
Il suo trampolino di lancio è stato il reality show americano American Idol, a cui ha partecipato nel 2007 all'età di 17 anni, classificandosi settimo ma diventando comunque un vero e proprio idolo delle teen-ager americane.

### Origini ed infanzia
Il padre, Vasudeva Malakar, è di origine indiane, mentre la madre, Jillian Recchi, è italo-americana. Nasce e vive la sua gioventù nel Washington.

## Discografia
| Anno | Anno | Anno | Anno | Anno | Anno | Anno | Anno | Anno | Anno | Anno | Anno | Anno | Anno | Anno | Anno | Anno | Anno | Anno | Anno | Anno | Anno | Anno | Anno | Anno | Anno | Anno | Anno | Anno | Anno | Anno | Anno | Anno | Anno | Anno | Anno | Anno | Anno | Anno | Anno | Anno | Anno | Anno | Anno | Anno | Anno | Anno | Anno | Anno | Anno | Anno | Anno | Anno | Anno | Anno | Anno | Anno | Anno | Anno | Anno | Anno | Anno | Anno | Anno | Anno | Anno | Anno | Anno | Anno | Anno | Anno | Anno | Anno | Anno | Anno | Anno | Anno | Anno | Anno | Anno | Anno | Anno | Anno | Anno | Anno | Anno | Anno | Anno | Anno | Anno | Anno | Anno | Anno | Anno | Anno | Anno | Anno | Anno | Anno | Anno | Titolo                                            | Titolo                                            | Titolo                                            | Titolo                                            | Titolo                                            | Titolo                                            | Titolo                                            | Titolo                                            | Titolo                                            | Titolo                                            | Titolo                                            | Titolo                                            | Titolo                                            | Titolo                                            | Titolo                                            | Titolo                                            | Titolo                                            | Titolo                                            | Titolo                                            | Titolo                                            | Titolo                                            | Titolo                                            | Titolo                                            | Titolo                                            | Titolo                                            | Titolo                                            | Titolo                                            | Titolo                                            | Titolo                                            | Titolo                                            | Titolo                                            | Titolo                                            | Titolo                                            | Titolo                                            | Titolo                                            | Titolo                                            | Titolo                                            | Titolo                                            | Titolo                                            | Titolo                                            | Titolo                                            | Titolo                                            | Titolo                                            | Titolo                                            | Titolo                                            | Titolo                                            | Titolo                                            | Titolo                                            | Titolo                                            | Titolo                                            | Titolo                                            | Titolo                                            | Titolo                                            | Titolo                                            | Titolo                                            | Titolo                                            | Titolo                                            | Titolo                                            | Titolo                                            | Titolo                                            | Titolo                                            | Titolo                                            | Titolo                                            | Titolo                                            | Titolo                                            | Titolo                                            | Titolo                                            | Titolo                                            | Titolo                                            | Titolo                                            | Titolo                                            | Titolo                                            | Titolo                                            | Titolo                                            | Titolo                                            | Titolo                                            | Titolo                                            | Titolo                                            | Titolo                                            | Titolo                                            | Titolo                                            | Titolo                                            | Titolo                                            | Titolo                                            | Titolo                                            | Titolo                                            | Titolo                                            | Titolo                                            | Titolo                                            | Titolo                                            | Titolo                                            | Titolo                                            | Titolo                                            | Titolo                                            | Titolo                                            | Titolo                                            | Titolo                                            | Titolo                                            | Titolo                                            | Titolo                                            | Tipo | Tipo | Tipo | Tipo | Tipo | Tipo | Tipo | Tipo | Tipo | Tipo | Tipo | Tipo | Tipo | Tipo | Tipo | Tipo | Tipo | Tipo | Tipo | Tipo | Tipo | Tipo | Tipo | Tipo | Tipo | Tipo | Tipo | Tipo | Tipo | Tipo | Tipo | Tipo | Tipo | Tipo | Tipo | Tipo | Tipo | Tipo | Tipo | Tipo | Tipo | Tipo | Tipo | Tipo | Tipo | Tipo | Tipo | Tipo | Tipo | Tipo | Tipo | Tipo | Tipo | Tipo | Tipo | Tipo | Tipo | Tipo | Tipo | Tipo | Tipo | Tipo | Tipo | Tipo | Tipo | Tipo | Tipo | Tipo | Tipo | Tipo | Tipo | Tipo | Tipo | Tipo | Tipo | Tipo | Tipo | Tipo | Tipo | Tipo | Tipo | Tipo | Tipo | Tipo | Tipo | Tipo | Tipo | Tipo | Tipo | Tipo | Tipo | Tipo | Tipo | Tipo | Tipo | Tipo | Tipo | Tipo | Tipo | Tipo | Genere               | Genere               | Genere               | Genere               | Genere               | Genere               | Genere               | Genere               | Genere               | Genere               | Genere               | Genere               | Genere               | Genere               | Genere               | Genere               | Genere               | Genere               | Genere               | Genere               | Genere               | Genere               | Genere               | Genere               | Genere               | Genere               | Genere               | Genere               | Genere               | Genere               | Genere               | Genere               | Genere               | Genere               | Genere               | Genere               | Genere               | Genere               | Genere               | Genere               | Genere               | Genere               | Genere               | Genere               | Genere               | Genere               | Genere               | Genere               | Genere               | Genere               | Genere               | Genere               | Genere               | Genere               | Genere               | Genere               | Genere               | Genere               | Genere               | Genere               | Genere               | Genere               | Genere               | Genere               | Genere               | Genere               | Genere               | Genere               | Genere               | Genere               | Genere               | Genere               | Genere               | Genere               | Genere               | Genere               | Genere               | Genere               | Genere               | Genere               | Genere               | Genere               | Genere               | Genere               | Genere               | Genere               | Genere               | Genere               | Genere               | Genere               | Genere               | Genere               | Genere               | Genere               | Genere               | Genere               | Genere               | Genere               | Genere               | Genere               |
| 2007 | 2007 | 2007 | 2007 | 2007 | 2007 | 2007 | 2007 | 2007 | 2007 | 2007 | 2007 | 2007 | 2007 | 2007 | 2007 | 2007 | 2007 | 2007 | 2007 | 2007 | 2007 | 2007 | 2007 | 2007 | 2007 | 2007 | 2007 | 2007 | 2007 | 2007 | 2007 | 2007 | 2007 | 2007 | 2007 | 2007 | 2007 | 2007 | 2007 | 2007 | 2007 | 2007 | 2007 | 2007 | 2007 | 2007 | 2007 | 2007 | 2007 | 2007 | 2007 | 2007 | 2007 | 2007 | 2007 | 2007 | 2007 | 2007 | 2007 | 2007 | 2007 | 2007 | 2007 | 2007 | 2007 | 2007 | 2007 | 2007 | 2007 | 2007 | 2007 | 2007 | 2007 | 2007 | 2007 | 2007 | 2007 | 2007 | 2007 | 2007 | 2007 | 2007 | 2007 | 2007 | 2007 | 2007 | 2007 | 2007 | 2007 | 2007 | 2007 | 2007 | 2007 | 2007 | 2007 | 2007 | 2007 | 2007 | 2007 | Ain't No Mountain High Enough                     | Ain't No Mountain High Enough                     | Ain't No Mountain High Enough                     | Ain't No Mountain High Enough                     | Ain't No Mountain High Enough                     | Ain't No Mountain High Enough                     | Ain't No Mountain High Enough                     | Ain't No Mountain High Enough                     | Ain't No Mountain High Enough                     | Ain't No Mountain High Enough                     | Ain't No Mountain High Enough                     | Ain't No Mountain High Enough                     | Ain't No Mountain High Enough                     | Ain't No Mountain High Enough                     | Ain't No Mountain High Enough                     | Ain't No Mountain High Enough                     | Ain't No Mountain High Enough                     | Ain't No Mountain High Enough                     | Ain't No Mountain High Enough                     | Ain't No Mountain High Enough                     | Ain't No Mountain High Enough                     | Ain't No Mountain High Enough                     | Ain't No Mountain High Enough                     | Ain't No Mountain High Enough                     | Ain't No Mountain High Enough                     | Ain't No Mountain High Enough                     | Ain't No Mountain High Enough                     | Ain't No Mountain High Enough                     | Ain't No Mountain High Enough                     | Ain't No Mountain High Enough                     | Ain't No Mountain High Enough                     | Ain't No Mountain High Enough                     | Ain't No Mountain High Enough                     | Ain't No Mountain High Enough                     | Ain't No Mountain High Enough                     | Ain't No Mountain High Enough                     | Ain't No Mountain High Enough                     | Ain't No Mountain High Enough                     | Ain't No Mountain High Enough                     | Ain't No Mountain High Enough                     | Ain't No Mountain High Enough                     | Ain't No Mountain High Enough                     | Ain't No Mountain High Enough                     | Ain't No Mountain High Enough                     | Ain't No Mountain High Enough                     | Ain't No Mountain High Enough                     | Ain't No Mountain High Enough                     | Ain't No Mountain High Enough                     | Ain't No Mountain High Enough                     | Ain't No Mountain High Enough                     | Ain't No Mountain High Enough                     | Ain't No Mountain High Enough                     | Ain't No Mountain High Enough                     | Ain't No Mountain High Enough                     | Ain't No Mountain High Enough                     | Ain't No Mountain High Enough                     | Ain't No Mountain High Enough                     | Ain't No Mountain High Enough                     | Ain't No Mountain High Enough                     | Ain't No Mountain High Enough                     | Ain't No Mountain High Enough                     | Ain't No Mountain High Enough                     | Ain't No Mountain High Enough                     | Ain't No Mountain High Enough                     | Ain't No Mountain High Enough                     | Ain't No Mountain High Enough                     | Ain't No Mountain High Enough                     | Ain't No Mountain High Enough                     | Ain't No Mountain High Enough                     | Ain't No Mountain High Enough                     | Ain't No Mountain High Enough                     | Ain't No Mountain High Enough                     | Ain't No Mountain High Enough                     | Ain't No Mountain High Enough                     | Ain't No Mountain High Enough                     | Ain't No Mountain High Enough                     | Ain't No Mountain High Enough                     | Ain't No Mountain High Enough                     | Ain't No Mountain High Enough                     | Ain't No Mountain High Enough                     | Ain't No Mountain High Enough                     | Ain't No Mountain High Enough                     | Ain't No Mountain High Enough                     | Ain't No Mountain High Enough                     | Ain't No Mountain High Enough                     | Ain't No Mountain High Enough                     | Ain't No Mountain High Enough                     | Ain't No Mountain High Enough                     | Ain't No Mountain High Enough                     | Ain't No Mountain High Enough                     | Ain't No Mountain High Enough                     | Ain't No Mountain High Enough                     | Ain't No Mountain High Enough                     | Ain't No Mountain High Enough                     | Ain't No Mountain High Enough                     | Ain't No Mountain High Enough                     | Ain't No Mountain High Enough                     | Ain't No Mountain High Enough                     | Ain't No Mountain High Enough                     | Ain't No Mountain High Enough                     | EP   | EP   | EP   | EP   | EP   | EP   | EP   | EP   | EP   | EP   | EP   | EP   | EP   | EP   | EP   | EP   | EP   | EP   | EP   | EP   | EP   | EP   | EP   | EP   | EP   | EP   | EP   | EP   | EP   | EP   | EP   | EP   | EP   | EP   | EP   | EP   | EP   | EP   | EP   | EP   | EP   | EP   | EP   | EP   | EP   | EP   | EP   | EP   | EP   | EP   | EP   | EP   | EP   | EP   | EP   | EP   | EP   | EP   | EP   | EP   | EP   | EP   | EP   | EP   | EP   | EP   | EP   | EP   | EP   | EP   | EP   | EP   | EP   | EP   | EP   | EP   | EP   | EP   | EP   | EP   | EP   | EP   | EP   | EP   | EP   | EP   | EP   | EP   | EP   | EP   | EP   | EP   | EP   | EP   | EP   | EP   | EP   | EP   | EP   | EP   | Pop Single           | Pop Single           | Pop Single           | Pop Single           | Pop Single           | Pop Single           | Pop Single           | Pop Single           | Pop Single           | Pop Single           | Pop Single           | Pop Single           | Pop Single           | Pop Single           | Pop Single           | Pop Single           | Pop Single           | Pop Single           | Pop Single           | Pop Single           | Pop Single           | Pop Single           | Pop Single           | Pop Single           | Pop Single           | Pop Single           | Pop Single           | Pop Single           | Pop Single           | Pop Single           | Pop Single           | Pop Single           | Pop Single           | Pop Single           | Pop Single           | Pop Single           | Pop Single           | Pop Single           | Pop Single           | Pop Single           | Pop Single           | Pop Single           | Pop Single           | Pop Single           | Pop Single           | Pop Single           | Pop Single           | Pop Single           | Pop Single           | Pop Single           | Pop Single           | Pop Single           | Pop Single           | Pop Single           | Pop Single           | Pop Single           | Pop Single           | Pop Single           | Pop Single           | Pop Single           | Pop Single           | Pop Single           | Pop Single           | Pop Single           | Pop Single           | Pop Single           | Pop Single           | Pop Single           | Pop Single           | Pop Single           | Pop Single           | Pop Single           | Pop Single           | Pop Single           | Pop Single           | Pop Single           | Pop Single           | Pop Single           | Pop Single           | Pop Single           | Pop Single           | Pop Single           | Pop Single           | Pop Single           | Pop Single           | Pop Single           | Pop Single           | Pop Single           | Pop Single           | Pop Single           | Pop Single           | Pop Single           | Pop Single           | Pop Single           | Pop Single           | Pop Single           | Pop Single           | Pop Single           | Pop Single           | Pop Single           |
| 2007 | 2007 | 2007 | 2007 | 2007 | 2007 | 2007 | 2007 | 2007 | 2007 | 2007 | 2007 | 2007 | 2007 | 2007 | 2007 | 2007 | 2007 | 2007 | 2007 | 2007 | 2007 | 2007 | 2007 | 2007 | 2007 | 2007 | 2007 | 2007 | 2007 | 2007 | 2007 | 2007 | 2007 | 2007 | 2007 | 2007 | 2007 | 2007 | 2007 | 2007 | 2007 | 2007 | 2007 | 2007 | 2007 | 2007 | 2007 | 2007 | 2007 | 2007 | 2007 | 2007 | 2007 | 2007 | 2007 | 2007 | 2007 | 2007 | 2007 | 2007 | 2007 | 2007 | 2007 | 2007 | 2007 | 2007 | 2007 | 2007 | 2007 | 2007 | 2007 | 2007 | 2007 | 2007 | 2007 | 2007 | 2007 | 2007 | 2007 | 2007 | 2007 | 2007 | 2007 | 2007 | 2007 | 2007 | 2007 | 2007 | 2007 | 2007 | 2007 | 2007 | 2007 | 2007 | 2007 | 2007 | 2007 | 2007 | 2007 | Sanjaya Malakar                                   | Sanjaya Malakar                                   | Sanjaya Malakar                                   | Sanjaya Malakar                                   | Sanjaya Malakar                                   | Sanjaya Malakar                                   | Sanjaya Malakar                                   | Sanjaya Malakar                                   | Sanjaya Malakar                                   | Sanjaya Malakar                                   | Sanjaya Malakar                                   | Sanjaya Malakar                                   | Sanjaya Malakar                                   | Sanjaya Malakar                                   | Sanjaya Malakar                                   | Sanjaya Malakar                                   | Sanjaya Malakar                                   | Sanjaya Malakar                                   | Sanjaya Malakar                                   | Sanjaya Malakar                                   | Sanjaya Malakar                                   | Sanjaya Malakar                                   | Sanjaya Malakar                                   | Sanjaya Malakar                                   | Sanjaya Malakar                                   | Sanjaya Malakar                                   | Sanjaya Malakar                                   | Sanjaya Malakar                                   | Sanjaya Malakar                                   | Sanjaya Malakar                                   | Sanjaya Malakar                                   | Sanjaya Malakar                                   | Sanjaya Malakar                                   | Sanjaya Malakar                                   | Sanjaya Malakar                                   | Sanjaya Malakar                                   | Sanjaya Malakar                                   | Sanjaya Malakar                                   | Sanjaya Malakar                                   | Sanjaya Malakar                                   | Sanjaya Malakar                                   | Sanjaya Malakar                                   | Sanjaya Malakar                                   | Sanjaya Malakar                                   | Sanjaya Malakar                                   | Sanjaya Malakar                                   | Sanjaya Malakar                                   | Sanjaya Malakar                                   | Sanjaya Malakar                                   | Sanjaya Malakar                                   | Sanjaya Malakar                                   | Sanjaya Malakar                                   | Sanjaya Malakar                                   | Sanjaya Malakar                                   | Sanjaya Malakar                                   | Sanjaya Malakar                                   | Sanjaya Malakar                                   | Sanjaya Malakar                                   | Sanjaya Malakar                                   | Sanjaya Malakar                                   | Sanjaya Malakar                                   | Sanjaya Malakar                                   | Sanjaya Malakar                                   | Sanjaya Malakar                                   | Sanjaya Malakar                                   | Sanjaya Malakar                                   | Sanjaya Malakar                                   | Sanjaya Malakar                                   | Sanjaya Malakar                                   | Sanjaya Malakar                                   | Sanjaya Malakar                                   | Sanjaya Malakar                                   | Sanjaya Malakar                                   | Sanjaya Malakar                                   | Sanjaya Malakar                                   | Sanjaya Malakar                                   | Sanjaya Malakar                                   | Sanjaya Malakar                                   | Sanjaya Malakar                                   | Sanjaya Malakar                                   | Sanjaya Malakar                                   | Sanjaya Malakar                                   | Sanjaya Malakar                                   | Sanjaya Malakar                                   | Sanjaya Malakar                                   | Sanjaya Malakar                                   | Sanjaya Malakar                                   | Sanjaya Malakar                                   | Sanjaya Malakar                                   | Sanjaya Malakar                                   | Sanjaya Malakar                                   | Sanjaya Malakar                                   | Sanjaya Malakar                                   | Sanjaya Malakar                                   | Sanjaya Malakar                                   | Sanjaya Malakar                                   | Sanjaya Malakar                                   | Sanjaya Malakar                                   | Sanjaya Malakar                                   | Sanjaya Malakar                                   | EP   | EP   | EP   | EP   | EP   | EP   | EP   | EP   | EP   | EP   | EP   | EP   | EP   | EP   | EP   | EP   | EP   | EP   | EP   | EP   | EP   | EP   | EP   | EP   | EP   | EP   | EP   | EP   | EP   | EP   | EP   | EP   | EP   | EP   | EP   | EP   | EP   | EP   | EP   | EP   | EP   | EP   | EP   | EP   | EP   | EP   | EP   | EP   | EP   | EP   | EP   | EP   | EP   | EP   | EP   | EP   | EP   | EP   | EP   | EP   | EP   | EP   | EP   | EP   | EP   | EP   | EP   | EP   | EP   | EP   | EP   | EP   | EP   | EP   | EP   | EP   | EP   | EP   | EP   | EP   | EP   | EP   | EP   | EP   | EP   | EP   | EP   | EP   | EP   | EP   | EP   | EP   | EP   | EP   | EP   | EP   | EP   | EP   | EP   | EP   | Pop - Top 100 iTunes | Pop - Top 100 iTunes | Pop - Top 100 iTunes | Pop - Top 100 iTunes | Pop - Top 100 iTunes | Pop - Top 100 iTunes | Pop - Top 100 iTunes | Pop - Top 100 iTunes | Pop - Top 100 iTunes | Pop - Top 100 iTunes | Pop - Top 100 iTunes | Pop - Top 100 iTunes | Pop - Top 100 iTunes | Pop - Top 100 iTunes | Pop - Top 100 iTunes | Pop - Top 100 iTunes | Pop - Top 100 iTunes | Pop - Top 100 iTunes | Pop - Top 100 iTunes | Pop - Top 100 iTunes | Pop - Top 100 iTunes | Pop - Top 100 iTunes | Pop - Top 100 iTunes | Pop - Top 100 iTunes | Pop - Top 100 iTunes | Pop - Top 100 iTunes | Pop - Top 100 iTunes | Pop - Top 100 iTunes | Pop - Top 100 iTunes | Pop - Top 100 iTunes | Pop - Top 100 iTunes | Pop - Top 100 iTunes | Pop - Top 100 iTunes | Pop - Top 100 iTunes | Pop - Top 100 iTunes | Pop - Top 100 iTunes | Pop - Top 100 iTunes | Pop - Top 100 iTunes | Pop - Top 100 iTunes | Pop - Top 100 iTunes | Pop - Top 100 iTunes | Pop - Top 100 iTunes | Pop - Top 100 iTunes | Pop - Top 100 iTunes | Pop - Top 100 iTunes | Pop - Top 100 iTunes | Pop - Top 100 iTunes | Pop - Top 100 iTunes | Pop - Top 100 iTunes | Pop - Top 100 iTunes | Pop - Top 100 iTunes | Pop - Top 100 iTunes | Pop - Top 100 iTunes | Pop - Top 100 iTunes | Pop - Top 100 iTunes | Pop - Top 100 iTunes | Pop - Top 100 iTunes | Pop - Top 100 iTunes | Pop - Top 100 iTunes | Pop - Top 100 iTunes | Pop - Top 100 iTunes | Pop - Top 100 iTunes | Pop - Top 100 iTunes | Pop - Top 100 iTunes | Pop - Top 100 iTunes | Pop - Top 100 iTunes | Pop - Top 100 iTunes | Pop - Top 100 iTunes | Pop - Top 100 iTunes | Pop - Top 100 iTunes | Pop - Top 100 iTunes | Pop - Top 100 iTunes | Pop - Top 100 iTunes | Pop - Top 100 iTunes | Pop - Top 100 iTunes | Pop - Top 100 iTunes | Pop - Top 100 iTunes | Pop - Top 100 iTunes | Pop - Top 100 iTunes | Pop - Top 100 iTunes | Pop - Top 100 iTunes | Pop - Top 100 iTunes | Pop - Top 100 iTunes | Pop - Top 100 iTunes | Pop - Top 100 iTunes | Pop - Top 100 iTunes | Pop - Top 100 iTunes | Pop - Top 100 iTunes | Pop - Top 100 iTunes | Pop - Top 100 iTunes | Pop - Top 100 iTunes | Pop - Top 100 iTunes | Pop - Top 100 iTunes | Pop - Top 100 iTunes | Pop - Top 100 iTunes | Pop - Top 100 iTunes | Pop - Top 100 iTunes | Pop - Top 100 iTunes | Pop - Top 100 iTunes | Pop - Top 100 iTunes |
| 2007 | 2007 | 2007 | 2007 | 2007 | 2007 | 2007 | 2007 | 2007 | 2007 | 2007 | 2007 | 2007 | 2007 | 2007 | 2007 | 2007 | 2007 | 2007 | 2007 | 2007 | 2007 | 2007 | 2007 | 2007 | 2007 | 2007 | 2007 | 2007 | 2007 | 2007 | 2007 | 2007 | 2007 | 2007 | 2007 | 2007 | 2007 | 2007 | 2007 | 2007 | 2007 | 2007 | 2007 | 2007 | 2007 | 2007 | 2007 | 2007 | 2007 | 2007 | 2007 | 2007 | 2007 | 2007 | 2007 | 2007 | 2007 | 2007 | 2007 | 2007 | 2007 | 2007 | 2007 | 2007 | 2007 | 2007 | 2007 | 2007 | 2007 | 2007 | 2007 | 2007 | 2007 | 2007 | 2007 | 2007 | 2007 | 2007 | 2007 | 2007 | 2007 | 2007 | 2007 | 2007 | 2007 | 2007 | 2007 | 2007 | 2007 | 2007 | 2007 | 2007 | 2007 | 2007 | 2007 | 2007 | 2007 | 2007 | 2007 | American Idol: Season 6 - The Collector's Edition | American Idol: Season 6 - The Collector's Edition | American Idol: Season 6 - The Collector's Edition | American Idol: Season 6 - The Collector's Edition | American Idol: Season 6 - The Collector's Edition | American Idol: Season 6 - The Collector's Edition | American Idol: Season 6 - The Collector's Edition | American Idol: Season 6 - The Collector's Edition | American Idol: Season 6 - The Collector's Edition | American Idol: Season 6 - The Collector's Edition | American Idol: Season 6 - The Collector's Edition | American Idol: Season 6 - The Collector's Edition | American Idol: Season 6 - The Collector's Edition | American Idol: Season 6 - The Collector's Edition | American Idol: Season 6 - The Collector's Edition | American Idol: Season 6 - The Collector's Edition | American Idol: Season 6 - The Collector's Edition | American Idol: Season 6 - The Collector's Edition | American Idol: Season 6 - The Collector's Edition | American Idol: Season 6 - The Collector's Edition | American Idol: Season 6 - The Collector's Edition | American Idol: Season 6 - The Collector's Edition | American Idol: Season 6 - The Collector's Edition | American Idol: Season 6 - The Collector's Edition | American Idol: Season 6 - The Collector's Edition | American Idol: Season 6 - The Collector's Edition | American Idol: Season 6 - The Collector's Edition | American Idol: Season 6 - The Collector's Edition | American Idol: Season 6 - The Collector's Edition | American Idol: Season 6 - The Collector's Edition | American Idol: Season 6 - The Collector's Edition | American Idol: Season 6 - The Collector's Edition | American Idol: Season 6 - The Collector's Edition | American Idol: Season 6 - The Collector's Edition | American Idol: Season 6 - The Collector's Edition | American Idol: Season 6 - The Collector's Edition | American Idol: Season 6 - The Collector's Edition | American Idol: Season 6 - The Collector's Edition | American Idol: Season 6 - The Collector's Edition | American Idol: Season 6 - The Collector's Edition | American Idol: Season 6 - The Collector's Edition | American Idol: Season 6 - The Collector's Edition | American Idol: Season 6 - The Collector's Edition | American Idol: Season 6 - The Collector's Edition | American Idol: Season 6 - The Collector's Edition | American Idol: Season 6 - The Collector's Edition | American Idol: Season 6 - The Collector's Edition | American Idol: Season 6 - The Collector's Edition | American Idol: Season 6 - The Collector's Edition | American Idol: Season 6 - The Collector's Edition | American Idol: Season 6 - The Collector's Edition | American Idol: Season 6 - The Collector's Edition | American Idol: Season 6 - The Collector's Edition | American Idol: Season 6 - The Collector's Edition | American Idol: Season 6 - The Collector's Edition | American Idol: Season 6 - The Collector's Edition | American Idol: Season 6 - The Collector's Edition | American Idol: Season 6 - The Collector's Edition | American Idol: Season 6 - The Collector's Edition | American Idol: Season 6 - The Collector's Edition | American Idol: Season 6 - The Collector's Edition | American Idol: Season 6 - The Collector's Edition | American Idol: Season 6 - The Collector's Edition | American Idol: Season 6 - The Collector's Edition | American Idol: Season 6 - The Collector's Edition | American Idol: Season 6 - The Collector's Edition | American Idol: Season 6 - The Collector's Edition | American Idol: Season 6 - The Collector's Edition | American Idol: Season 6 - The Collector's Edition | American Idol: Season 6 - The Collector's Edition | American Idol: Season 6 - The Collector's Edition | American Idol: Season 6 - The Collector's Edition | American Idol: Season 6 - The Collector's Edition | American Idol: Season 6 - The Collector's Edition | American Idol: Season 6 - The Collector's Edition | American Idol: Season 6 - The Collector's Edition | American Idol: Season 6 - The Collector's Edition | American Idol: Season 6 - The Collector's Edition | American Idol: Season 6 - The Collector's Edition | American Idol: Season 6 - The Collector's Edition | American Idol: Season 6 - The Collector's Edition | American Idol: Season 6 - The Collector's Edition | American Idol: Season 6 - The Collector's Edition | American Idol: Season 6 - The Collector's Edition | American Idol: Season 6 - The Collector's Edition | American Idol: Season 6 - The Collector's Edition | American Idol: Season 6 - The Collector's Edition | American Idol: Season 6 - The Collector's Edition | American Idol: Season 6 - The Collector's Edition | American Idol: Season 6 - The Collector's Edition | American Idol: Season 6 - The Collector's Edition | American Idol: Season 6 - The Collector's Edition | American Idol: Season 6 - The Collector's Edition | American Idol: Season 6 - The Collector's Edition | American Idol: Season 6 - The Collector's Edition | American Idol: Season 6 - The Collector's Edition | American Idol: Season 6 - The Collector's Edition | American Idol: Season 6 - The Collector's Edition | American Idol: Season 6 - The Collector's Edition | American Idol: Season 6 - The Collector's Edition | EP   | EP   | EP   | EP   | EP   | EP   | EP   | EP   | EP   | EP   | EP   | EP   | EP   | EP   | EP   | EP   | EP   | EP   | EP   | EP   | EP   | EP   | EP   | EP   | EP   | EP   | EP   | EP   | EP   | EP   | EP   | EP   | EP   | EP   | EP   | EP   | EP   | EP   | EP   | EP   | EP   | EP   | EP   | EP   | EP   | EP   | EP   | EP   | EP   | EP   | EP   | EP   | EP   | EP   | EP   | EP   | EP   | EP   | EP   | EP   | EP   | EP   | EP   | EP   | EP   | EP   | EP   | EP   | EP   | EP   | EP   | EP   | EP   | EP   | EP   | EP   | EP   | EP   | EP   | EP   | EP   | EP   | EP   | EP   | EP   | EP   | EP   | EP   | EP   | EP   | EP   | EP   | EP   | EP   | EP   | EP   | EP   | EP   | EP   | EP   | Pop-Various Artists  | Pop-Various Artists  | Pop-Various Artists  | Pop-Various Artists  | Pop-Various Artists  | Pop-Various Artists  | Pop-Various Artists  | Pop-Various Artists  | Pop-Various Artists  | Pop-Various Artists  | Pop-Various Artists  | Pop-Various Artists  | Pop-Various Artists  | Pop-Various Artists  | Pop-Various Artists  | Pop-Various Artists  | Pop-Various Artists  | Pop-Various Artists  | Pop-Various Artists  | Pop-Various Artists  | Pop-Various Artists  | Pop-Various Artists  | Pop-Various Artists  | Pop-Various Artists  | Pop-Various Artists  | Pop-Various Artists  | Pop-Various Artists  | Pop-Various Artists  | Pop-Various Artists  | Pop-Various Artists  | Pop-Various Artists  | Pop-Various Artists  | Pop-Various Artists  | Pop-Various Artists  | Pop-Various Artists  | Pop-Various Artists  | Pop-Various Artists  | Pop-Various Artists  | Pop-Various Artists  | Pop-Various Artists  | Pop-Various Artists  | Pop-Various Artists  | Pop-Various Artists  | Pop-Various Artists  | Pop-Various Artists  | Pop-Various Artists  | Pop-Various Artists  | Pop-Various Artists  | Pop-Various Artists  | Pop-Various Artists  | Pop-Various Artists  | Pop-Various Artists  | Pop-Various Artists  | Pop-Various Artists  | Pop-Various Artists  | Pop-Various Artists  | Pop-Various Artists  | Pop-Various Artists  | Pop-Various Artists  | Pop-Various Artists  | Pop-Various Artists  | Pop-Various Artists  | Pop-Various Artists  | Pop-Various Artists  | Pop-Various Artists  | Pop-Various Artists  | Pop-Various Artists  | Pop-Various Artists  | Pop-Various Artists  | Pop-Various Artists  | Pop-Various Artists  | Pop-Various Artists  | Pop-Various Artists  | Pop-Various Artists  | Pop-Various Artists  | Pop-Various Artists  | Pop-Various Artists  | Pop-Various Artists  | Pop-Various Artists  | Pop-Various Artists  | Pop-Various Artists  | Pop-Various Artists  | Pop-Various Artists  | Pop-Various Artists  | Pop-Various Artists  | Pop-Various Artists  | Pop-Various Artists  | Pop-Various Artists  | Pop-Various Artists  | Pop-Various Artists  | Pop-Various Artists  | Pop-Various Artists  | Pop-Various Artists  | Pop-Various Artists  | Pop-Various Artists  | Pop-Various Artists  | Pop-Various Artists  | Pop-Various Artists  | Pop-Various Artists  | Pop-Various Artists  |
| 2007 | 2007 | 2007 | 2007 | 2007 | 2007 | 2007 | 2007 | 2007 | 2007 | 2007 | 2007 | 2007 | 2007 | 2007 | 2007 | 2007 | 2007 | 2007 | 2007 | 2007 | 2007 | 2007 | 2007 | 2007 | 2007 | 2007 | 2007 | 2007 | 2007 | 2007 | 2007 | 2007 | 2007 | 2007 | 2007 | 2007 | 2007 | 2007 | 2007 | 2007 | 2007 | 2007 | 2007 | 2007 | 2007 | 2007 | 2007 | 2007 | 2007 | 2007 | 2007 | 2007 | 2007 | 2007 | 2007 | 2007 | 2007 | 2007 | 2007 | 2007 | 2007 | 2007 | 2007 | 2007 | 2007 | 2007 | 2007 | 2007 | 2007 | 2007 | 2007 | 2007 | 2007 | 2007 | 2007 | 2007 | 2007 | 2007 | 2007 | 2007 | 2007 | 2007 | 2007 | 2007 | 2007 | 2007 | 2007 | 2007 | 2007 | 2007 | 2007 | 2007 | 2007 | 2007 | 2007 | 2007 | 2007 | 2007 | 2007 | American Idol: Season 6 - Greatest Hits           | American Idol: Season 6 - Greatest Hits           | American Idol: Season 6 - Greatest Hits           | American Idol: Season 6 - Greatest Hits           | American Idol: Season 6 - Greatest Hits           | American Idol: Season 6 - Greatest Hits           | American Idol: Season 6 - Greatest Hits           | American Idol: Season 6 - Greatest Hits           | American Idol: Season 6 - Greatest Hits           | American Idol: Season 6 - Greatest Hits           | American Idol: Season 6 - Greatest Hits           | American Idol: Season 6 - Greatest Hits           | American Idol: Season 6 - Greatest Hits           | American Idol: Season 6 - Greatest Hits           | American Idol: Season 6 - Greatest Hits           | American Idol: Season 6 - Greatest Hits           | American Idol: Season 6 - Greatest Hits           | American Idol: Season 6 - Greatest Hits           | American Idol: Season 6 - Greatest Hits           | American Idol: Season 6 - Greatest Hits           | American Idol: Season 6 - Greatest Hits           | American Idol: Season 6 - Greatest Hits           | American Idol: Season 6 - Greatest Hits           | American Idol: Season 6 - Greatest Hits           | American Idol: Season 6 - Greatest Hits           | American Idol: Season 6 - Greatest Hits           | American Idol: Season 6 - Greatest Hits           | American Idol: Season 6 - Greatest Hits           | American Idol: Season 6 - Greatest Hits           | American Idol: Season 6 - Greatest Hits           | American Idol: Season 6 - Greatest Hits           | American Idol: Season 6 - Greatest Hits           | American Idol: Season 6 - Greatest Hits           | American Idol: Season 6 - Greatest Hits           | American Idol: Season 6 - Greatest Hits           | American Idol: Season 6 - Greatest Hits           | American Idol: Season 6 - Greatest Hits           | American Idol: Season 6 - Greatest Hits           | American Idol: Season 6 - Greatest Hits           | American Idol: Season 6 - Greatest Hits           | American Idol: Season 6 - Greatest Hits           | American Idol: Season 6 - Greatest Hits           | American Idol: Season 6 - Greatest Hits           | American Idol: Season 6 - Greatest Hits           | American Idol: Season 6 - Greatest Hits           | American Idol: Season 6 - Greatest Hits           | American Idol: Season 6 - Greatest Hits           | American Idol: Season 6 - Greatest Hits           | American Idol: Season 6 - Greatest Hits           | American Idol: Season 6 - Greatest Hits           | American Idol: Season 6 - Greatest Hits           | American Idol: Season 6 - Greatest Hits           | American Idol: Season 6 - Greatest Hits           | American Idol: Season 6 - Greatest Hits           | American Idol: Season 6 - Greatest Hits           | American Idol: Season 6 - Greatest Hits           | American Idol: Season 6 - Greatest Hits           | American Idol: Season 6 - Greatest Hits           | American Idol: Season 6 - Greatest Hits           | American Idol: Season 6 - Greatest Hits           | American Idol: Season 6 - Greatest Hits           | American Idol: Season 6 - Greatest Hits           | American Idol: Season 6 - Greatest Hits           | American Idol: Season 6 - Greatest Hits           | American Idol: Season 6 - Greatest Hits           | American Idol: Season 6 - Greatest Hits           | American Idol: Season 6 - Greatest Hits           | American Idol: Season 6 - Greatest Hits           | American Idol: Season 6 - Greatest Hits           | American Idol: Season 6 - Greatest Hits           | American Idol: Season 6 - Greatest Hits           | American Idol: Season 6 - Greatest Hits           | American Idol: Season 6 - Greatest Hits           | American Idol: Season 6 - Greatest Hits           | American Idol: Season 6 - Greatest Hits           | American Idol: Season 6 - Greatest Hits           | American Idol: Season 6 - Greatest Hits           | American Idol: Season 6 - Greatest Hits           | American Idol: Season 6 - Greatest Hits           | American Idol: Season 6 - Greatest Hits           | American Idol: Season 6 - Greatest Hits           | American Idol: Season 6 - Greatest Hits           | American Idol: Season 6 - Greatest Hits           | American Idol: Season 6 - Greatest Hits           | American Idol: Season 6 - Greatest Hits           | American Idol: Season 6 - Greatest Hits           | American Idol: Season 6 - Greatest Hits           | American Idol: Season 6 - Greatest Hits           | American Idol: Season 6 - Greatest Hits           | American Idol: Season 6 - Greatest Hits           | American Idol: Season 6 - Greatest Hits           | American Idol: Season 6 - Greatest Hits           | American Idol: Season 6 - Greatest Hits           | American Idol: Season 6 - Greatest Hits           | American Idol: Season 6 - Greatest Hits           | American Idol: Season 6 - Greatest Hits           | American Idol: Season 6 - Greatest Hits           | American Idol: Season 6 - Greatest Hits           | American Idol: Season 6 - Greatest Hits           | American Idol: Season 6 - Greatest Hits           | EP   | EP   | EP   | EP   | EP   | EP   | EP   | EP   | EP   | EP   | EP   | EP   | EP   | EP   | EP   | EP   | EP   | EP   | EP   | EP   | EP   | EP   | EP   | EP   | EP   | EP   | EP   | EP   | EP   | EP   | EP   | EP   | EP   | EP   | EP   | EP   | EP   | EP   | EP   | EP   | EP   | EP   | EP   | EP   | EP   | EP   | EP   | EP   | EP   | EP   | EP   | EP   | EP   | EP   | EP   | EP   | EP   | EP   | EP   | EP   | EP   | EP   | EP   | EP   | EP   | EP   | EP   | EP   | EP   | EP   | EP   | EP   | EP   | EP   | EP   | EP   | EP   | EP   | EP   | EP   | EP   | EP   | EP   | EP   | EP   | EP   | EP   | EP   | EP   | EP   | EP   | EP   | EP   | EP   | EP   | EP   | EP   | EP   | EP   | EP   | Pop-Various Artists  | Pop-Various Artists  | Pop-Various Artists  | Pop-Various Artists  | Pop-Various Artists  | Pop-Various Artists  | Pop-Various Artists  | Pop-Various Artists  | Pop-Various Artists  | Pop-Various Artists  | Pop-Various Artists  | Pop-Various Artists  | Pop-Various Artists  | Pop-Various Artists  | Pop-Various Artists  | Pop-Various Artists  | Pop-Various Artists  | Pop-Various Artists  | Pop-Various Artists  | Pop-Various Artists  | Pop-Various Artists  | Pop-Various Artists  | Pop-Various Artists  | Pop-Various Artists  | Pop-Various Artists  | Pop-Various Artists  | Pop-Various Artists  | Pop-Various Artists  | Pop-Various Artists  | Pop-Various Artists  | Pop-Various Artists  | Pop-Various Artists  | Pop-Various Artists  | Pop-Various Artists  | Pop-Various Artists  | Pop-Various Artists  | Pop-Various Artists  | Pop-Various Artists  | Pop-Various Artists  | Pop-Various Artists  | Pop-Various Artists  | Pop-Various Artists  | Pop-Various Artists  | Pop-Various Artists  | Pop-Various Artists  | Pop-Various Artists  | Pop-Various Artists  | Pop-Various Artists  | Pop-Various Artists  | Pop-Various Artists  | Pop-Various Artists  | Pop-Various Artists  | Pop-Various Artists  | Pop-Various Artists  | Pop-Various Artists  | Pop-Various Artists  | Pop-Various Artists  | Pop-Various Artists  | Pop-Various Artists  | Pop-Various Artists  | Pop-Various Artists  | Pop-Various Artists  | Pop-Various Artists  | Pop-Various Artists  | Pop-Various Artists  | Pop-Various Artists  | Pop-Various Artists  | Pop-Various Artists  | Pop-Various Artists  | Pop-Various Artists  | Pop-Various Artists  | Pop-Various Artists  | Pop-Various Artists  | Pop-Various Artists  | Pop-Various Artists  | Pop-Various Artists  | Pop-Various Artists  | Pop-Various Artists  | Pop-Various Artists  | Pop-Various Artists  | Pop-Various Artists  | Pop-Various Artists  | Pop-Various Artists  | Pop-Various Artists  | Pop-Various Artists  | Pop-Various Artists  | Pop-Various Artists  | Pop-Various Artists  | Pop-Various Artists  | Pop-Various Artists  | Pop-Various Artists  | Pop-Various Artists  | Pop-Various Artists  | Pop-Various Artists  | Pop-Various Artists  | Pop-Various Artists  | Pop-Various Artists  | Pop-Various Artists  | Pop-Various Artists  | Pop-Various Artists  |

### Singoli
| Anno | Anno | Anno | Anno | Anno | Anno | Anno | Anno | Anno | Anno | Anno | Anno | Anno | Anno | Anno | Anno | Anno | Anno | Anno | Anno | Anno | Anno | Anno | Anno | Anno | Anno | Anno | Anno | Anno | Anno | Anno | Anno | Anno | Anno | Anno | Anno | Anno | Anno | Anno | Anno | Anno | Anno | Anno | Anno | Anno | Anno | Anno | Anno | Anno | Anno | Anno | Anno | Anno | Anno | Anno | Anno | Anno | Anno | Anno | Anno | Anno | Anno | Anno | Anno | Anno | Anno | Anno | Anno | Anno | Anno | Anno | Anno | Anno | Anno | Anno | Anno | Anno | Anno | Anno | Anno | Anno | Anno | Anno | Anno | Anno | Anno | Anno | Anno | Anno | Anno | Anno | Anno | Anno | Anno | Anno | Anno | Anno | Anno | Anno | Anno | Titolo                          | Titolo                          | Titolo                          | Titolo                          | Titolo                          | Titolo                          | Titolo                          | Titolo                          | Titolo                          | Titolo                          | Titolo                          | Titolo                          | Titolo                          | Titolo                          | Titolo                          | Titolo                          | Titolo                          | Titolo                          | Titolo                          | Titolo                          | Titolo                          | Titolo                          | Titolo                          | Titolo                          | Titolo                          | Titolo                          | Titolo                          | Titolo                          | Titolo                          | Titolo                          | Titolo                          | Titolo                          | Titolo                          | Titolo                          | Titolo                          | Titolo                          | Titolo                          | Titolo                          | Titolo                          | Titolo                          | Titolo                          | Titolo                          | Titolo                          | Titolo                          | Titolo                          | Titolo                          | Titolo                          | Titolo                          | Titolo                          | Titolo                          | Titolo                          | Titolo                          | Titolo                          | Titolo                          | Titolo                          | Titolo                          | Titolo                          | Titolo                          | Titolo                          | Titolo                          | Titolo                          | Titolo                          | Titolo                          | Titolo                          | Titolo                          | Titolo                          | Titolo                          | Titolo                          | Titolo                          | Titolo                          | Titolo                          | Titolo                          | Titolo                          | Titolo                          | Titolo                          | Titolo                          | Titolo                          | Titolo                          | Titolo                          | Titolo                          | Titolo                          | Titolo                          | Titolo                          | Titolo                          | Titolo                          | Titolo                          | Titolo                          | Titolo                          | Titolo                          | Titolo                          | Titolo                          | Titolo                          | Titolo                          | Titolo                          | Titolo                          | Titolo                          | Titolo                          | Titolo                          | Titolo                          | Titolo                          | Tipo | Tipo | Tipo | Tipo | Tipo | Tipo | Tipo | Tipo | Tipo | Tipo | Tipo | Tipo | Tipo | Tipo | Tipo | Tipo | Tipo | Tipo | Tipo | Tipo | Tipo | Tipo | Tipo | Tipo | Tipo | Tipo | Tipo | Tipo | Tipo | Tipo | Tipo | Tipo | Tipo | Tipo | Tipo | Tipo | Tipo | Tipo | Tipo | Tipo | Tipo | Tipo | Tipo | Tipo | Tipo | Tipo | Tipo | Tipo | Tipo | Tipo | Tipo | Tipo | Tipo | Tipo | Tipo | Tipo | Tipo | Tipo | Tipo | Tipo | Tipo | Tipo | Tipo | Tipo | Tipo | Tipo | Tipo | Tipo | Tipo | Tipo | Tipo | Tipo | Tipo | Tipo | Tipo | Tipo | Tipo | Tipo | Tipo | Tipo | Tipo | Tipo | Tipo | Tipo | Tipo | Tipo | Tipo | Tipo | Tipo | Tipo | Tipo | Tipo | Tipo | Tipo | Tipo | Tipo | Tipo | Tipo | Tipo | Tipo | Genere | Genere | Genere | Genere | Genere | Genere | Genere | Genere | Genere | Genere | Genere | Genere | Genere | Genere | Genere | Genere | Genere | Genere | Genere | Genere | Genere | Genere | Genere | Genere | Genere | Genere | Genere | Genere | Genere | Genere | Genere | Genere | Genere | Genere | Genere | Genere | Genere | Genere | Genere | Genere | Genere | Genere | Genere | Genere | Genere | Genere | Genere | Genere | Genere | Genere | Genere | Genere | Genere | Genere | Genere | Genere | Genere | Genere | Genere | Genere | Genere | Genere | Genere | Genere | Genere | Genere | Genere | Genere | Genere | Genere | Genere | Genere | Genere | Genere | Genere | Genere | Genere | Genere | Genere | Genere | Genere | Genere | Genere | Genere | Genere | Genere | Genere | Genere | Genere | Genere | Genere | Genere | Genere | Genere | Genere | Genere | Genere | Genere | Genere | Genere |
| 2007 | 2007 | 2007 | 2007 | 2007 | 2007 | 2007 | 2007 | 2007 | 2007 | 2007 | 2007 | 2007 | 2007 | 2007 | 2007 | 2007 | 2007 | 2007 | 2007 | 2007 | 2007 | 2007 | 2007 | 2007 | 2007 | 2007 | 2007 | 2007 | 2007 | 2007 | 2007 | 2007 | 2007 | 2007 | 2007 | 2007 | 2007 | 2007 | 2007 | 2007 | 2007 | 2007 | 2007 | 2007 | 2007 | 2007 | 2007 | 2007 | 2007 | 2007 | 2007 | 2007 | 2007 | 2007 | 2007 | 2007 | 2007 | 2007 | 2007 | 2007 | 2007 | 2007 | 2007 | 2007 | 2007 | 2007 | 2007 | 2007 | 2007 | 2007 | 2007 | 2007 | 2007 | 2007 | 2007 | 2007 | 2007 | 2007 | 2007 | 2007 | 2007 | 2007 | 2007 | 2007 | 2007 | 2007 | 2007 | 2007 | 2007 | 2007 | 2007 | 2007 | 2007 | 2007 | 2007 | 2007 | 2007 | 2007 | 2007 | "Ain't No Mountain High Enough" | "Ain't No Mountain High Enough" | "Ain't No Mountain High Enough" | "Ain't No Mountain High Enough" | "Ain't No Mountain High Enough" | "Ain't No Mountain High Enough" | "Ain't No Mountain High Enough" | "Ain't No Mountain High Enough" | "Ain't No Mountain High Enough" | "Ain't No Mountain High Enough" | "Ain't No Mountain High Enough" | "Ain't No Mountain High Enough" | "Ain't No Mountain High Enough" | "Ain't No Mountain High Enough" | "Ain't No Mountain High Enough" | "Ain't No Mountain High Enough" | "Ain't No Mountain High Enough" | "Ain't No Mountain High Enough" | "Ain't No Mountain High Enough" | "Ain't No Mountain High Enough" | "Ain't No Mountain High Enough" | "Ain't No Mountain High Enough" | "Ain't No Mountain High Enough" | "Ain't No Mountain High Enough" | "Ain't No Mountain High Enough" | "Ain't No Mountain High Enough" | "Ain't No Mountain High Enough" | "Ain't No Mountain High Enough" | "Ain't No Mountain High Enough" | "Ain't No Mountain High Enough" | "Ain't No Mountain High Enough" | "Ain't No Mountain High Enough" | "Ain't No Mountain High Enough" | "Ain't No Mountain High Enough" | "Ain't No Mountain High Enough" | "Ain't No Mountain High Enough" | "Ain't No Mountain High Enough" | "Ain't No Mountain High Enough" | "Ain't No Mountain High Enough" | "Ain't No Mountain High Enough" | "Ain't No Mountain High Enough" | "Ain't No Mountain High Enough" | "Ain't No Mountain High Enough" | "Ain't No Mountain High Enough" | "Ain't No Mountain High Enough" | "Ain't No Mountain High Enough" | "Ain't No Mountain High Enough" | "Ain't No Mountain High Enough" | "Ain't No Mountain High Enough" | "Ain't No Mountain High Enough" | "Ain't No Mountain High Enough" | "Ain't No Mountain High Enough" | "Ain't No Mountain High Enough" | "Ain't No Mountain High Enough" | "Ain't No Mountain High Enough" | "Ain't No Mountain High Enough" | "Ain't No Mountain High Enough" | "Ain't No Mountain High Enough" | "Ain't No Mountain High Enough" | "Ain't No Mountain High Enough" | "Ain't No Mountain High Enough" | "Ain't No Mountain High Enough" | "Ain't No Mountain High Enough" | "Ain't No Mountain High Enough" | "Ain't No Mountain High Enough" | "Ain't No Mountain High Enough" | "Ain't No Mountain High Enough" | "Ain't No Mountain High Enough" | "Ain't No Mountain High Enough" | "Ain't No Mountain High Enough" | "Ain't No Mountain High Enough" | "Ain't No Mountain High Enough" | "Ain't No Mountain High Enough" | "Ain't No Mountain High Enough" | "Ain't No Mountain High Enough" | "Ain't No Mountain High Enough" | "Ain't No Mountain High Enough" | "Ain't No Mountain High Enough" | "Ain't No Mountain High Enough" | "Ain't No Mountain High Enough" | "Ain't No Mountain High Enough" | "Ain't No Mountain High Enough" | "Ain't No Mountain High Enough" | "Ain't No Mountain High Enough" | "Ain't No Mountain High Enough" | "Ain't No Mountain High Enough" | "Ain't No Mountain High Enough" | "Ain't No Mountain High Enough" | "Ain't No Mountain High Enough" | "Ain't No Mountain High Enough" | "Ain't No Mountain High Enough" | "Ain't No Mountain High Enough" | "Ain't No Mountain High Enough" | "Ain't No Mountain High Enough" | "Ain't No Mountain High Enough" | "Ain't No Mountain High Enough" | "Ain't No Mountain High Enough" | "Ain't No Mountain High Enough" | "Ain't No Mountain High Enough" | "Ain't No Mountain High Enough" | EP   | EP   | EP   | EP   | EP   | EP   | EP   | EP   | EP   | EP   | EP   | EP   | EP   | EP   | EP   | EP   | EP   | EP   | EP   | EP   | EP   | EP   | EP   | EP   | EP   | EP   | EP   | EP   | EP   | EP   | EP   | EP   | EP   | EP   | EP   | EP   | EP   | EP   | EP   | EP   | EP   | EP   | EP   | EP   | EP   | EP   | EP   | EP   | EP   | EP   | EP   | EP   | EP   | EP   | EP   | EP   | EP   | EP   | EP   | EP   | EP   | EP   | EP   | EP   | EP   | EP   | EP   | EP   | EP   | EP   | EP   | EP   | EP   | EP   | EP   | EP   | EP   | EP   | EP   | EP   | EP   | EP   | EP   | EP   | EP   | EP   | EP   | EP   | EP   | EP   | EP   | EP   | EP   | EP   | EP   | EP   | EP   | EP   | EP   | EP   | Pop    | Pop    | Pop    | Pop    | Pop    | Pop    | Pop    | Pop    | Pop    | Pop    | Pop    | Pop    | Pop    | Pop    | Pop    | Pop    | Pop    | Pop    | Pop    | Pop    | Pop    | Pop    | Pop    | Pop    | Pop    | Pop    | Pop    | Pop    | Pop    | Pop    | Pop    | Pop    | Pop    | Pop    | Pop    | Pop    | Pop    | Pop    | Pop    | Pop    | Pop    | Pop    | Pop    | Pop    | Pop    | Pop    | Pop    | Pop    | Pop    | Pop    | Pop    | Pop    | Pop    | Pop    | Pop    | Pop    | Pop    | Pop    | Pop    | Pop    | Pop    | Pop    | Pop    | Pop    | Pop    | Pop    | Pop    | Pop    | Pop    | Pop    | Pop    | Pop    | Pop    | Pop    | Pop    | Pop    | Pop    | Pop    | Pop    | Pop    | Pop    | Pop    | Pop    | Pop    | Pop    | Pop    | Pop    | Pop    | Pop    | Pop    | Pop    | Pop    | Pop    | Pop    | Pop    | Pop    | Pop    | Pop    | Pop    | Pop    |
| 2007 | 2007 | 2007 | 2007 | 2007 | 2007 | 2007 | 2007 | 2007 | 2007 | 2007 | 2007 | 2007 | 2007 | 2007 | 2007 | 2007 | 2007 | 2007 | 2007 | 2007 | 2007 | 2007 | 2007 | 2007 | 2007 | 2007 | 2007 | 2007 | 2007 | 2007 | 2007 | 2007 | 2007 | 2007 | 2007 | 2007 | 2007 | 2007 | 2007 | 2007 | 2007 | 2007 | 2007 | 2007 | 2007 | 2007 | 2007 | 2007 | 2007 | 2007 | 2007 | 2007 | 2007 | 2007 | 2007 | 2007 | 2007 | 2007 | 2007 | 2007 | 2007 | 2007 | 2007 | 2007 | 2007 | 2007 | 2007 | 2007 | 2007 | 2007 | 2007 | 2007 | 2007 | 2007 | 2007 | 2007 | 2007 | 2007 | 2007 | 2007 | 2007 | 2007 | 2007 | 2007 | 2007 | 2007 | 2007 | 2007 | 2007 | 2007 | 2007 | 2007 | 2007 | 2007 | 2007 | 2007 | 2007 | 2007 | 2007 | "You Really Got Me"             | "You Really Got Me"             | "You Really Got Me"             | "You Really Got Me"             | "You Really Got Me"             | "You Really Got Me"             | "You Really Got Me"             | "You Really Got Me"             | "You Really Got Me"             | "You Really Got Me"             | "You Really Got Me"             | "You Really Got Me"             | "You Really Got Me"             | "You Really Got Me"             | "You Really Got Me"             | "You Really Got Me"             | "You Really Got Me"             | "You Really Got Me"             | "You Really Got Me"             | "You Really Got Me"             | "You Really Got Me"             | "You Really Got Me"             | "You Really Got Me"             | "You Really Got Me"             | "You Really Got Me"             | "You Really Got Me"             | "You Really Got Me"             | "You Really Got Me"             | "You Really Got Me"             | "You Really Got Me"             | "You Really Got Me"             | "You Really Got Me"             | "You Really Got Me"             | "You Really Got Me"             | "You Really Got Me"             | "You Really Got Me"             | "You Really Got Me"             | "You Really Got Me"             | "You Really Got Me"             | "You Really Got Me"             | "You Really Got Me"             | "You Really Got Me"             | "You Really Got Me"             | "You Really Got Me"             | "You Really Got Me"             | "You Really Got Me"             | "You Really Got Me"             | "You Really Got Me"             | "You Really Got Me"             | "You Really Got Me"             | "You Really Got Me"             | "You Really Got Me"             | "You Really Got Me"             | "You Really Got Me"             | "You Really Got Me"             | "You Really Got Me"             | "You Really Got Me"             | "You Really Got Me"             | "You Really Got Me"             | "You Really Got Me"             | "You Really Got Me"             | "You Really Got Me"             | "You Really Got Me"             | "You Really Got Me"             | "You Really Got Me"             | "You Really Got Me"             | "You Really Got Me"             | "You Really Got Me"             | "You Really Got Me"             | "You Really Got Me"             | "You Really Got Me"             | "You Really Got Me"             | "You Really Got Me"             | "You Really Got Me"             | "You Really Got Me"             | "You Really Got Me"             | "You Really Got Me"             | "You Really Got Me"             | "You Really Got Me"             | "You Really Got Me"             | "You Really Got Me"             | "You Really Got Me"             | "You Really Got Me"             | "You Really Got Me"             | "You Really Got Me"             | "You Really Got Me"             | "You Really Got Me"             | "You Really Got Me"             | "You Really Got Me"             | "You Really Got Me"             | "You Really Got Me"             | "You Really Got Me"             | "You Really Got Me"             | "You Really Got Me"             | "You Really Got Me"             | "You Really Got Me"             | "You Really Got Me"             | "You Really Got Me"             | "You Really Got Me"             | "You Really Got Me"             | EP   | EP   | EP   | EP   | EP   | EP   | EP   | EP   | EP   | EP   | EP   | EP   | EP   | EP   | EP   | EP   | EP   | EP   | EP   | EP   | EP   | EP   | EP   | EP   | EP   | EP   | EP   | EP   | EP   | EP   | EP   | EP   | EP   | EP   | EP   | EP   | EP   | EP   | EP   | EP   | EP   | EP   | EP   | EP   | EP   | EP   | EP   | EP   | EP   | EP   | EP   | EP   | EP   | EP   | EP   | EP   | EP   | EP   | EP   | EP   | EP   | EP   | EP   | EP   | EP   | EP   | EP   | EP   | EP   | EP   | EP   | EP   | EP   | EP   | EP   | EP   | EP   | EP   | EP   | EP   | EP   | EP   | EP   | EP   | EP   | EP   | EP   | EP   | EP   | EP   | EP   | EP   | EP   | EP   | EP   | EP   | EP   | EP   | EP   | EP   | Pop    | Pop    | Pop    | Pop    | Pop    | Pop    | Pop    | Pop    | Pop    | Pop    | Pop    | Pop    | Pop    | Pop    | Pop    | Pop    | Pop    | Pop    | Pop    | Pop    | Pop    | Pop    | Pop    | Pop    | Pop    | Pop    | Pop    | Pop    | Pop    | Pop    | Pop    | Pop    | Pop    | Pop    | Pop    | Pop    | Pop    | Pop    | Pop    | Pop    | Pop    | Pop    | Pop    | Pop    | Pop    | Pop    | Pop    | Pop    | Pop    | Pop    | Pop    | Pop    | Pop    | Pop    | Pop    | Pop    | Pop    | Pop    | Pop    | Pop    | Pop    | Pop    | Pop    | Pop    | Pop    | Pop    | Pop    | Pop    | Pop    | Pop    | Pop    | Pop    | Pop    | Pop    | Pop    | Pop    | Pop    | Pop    | Pop    | Pop    | Pop    | Pop    | Pop    | Pop    | Pop    | Pop    | Pop    | Pop    | Pop    | Pop    | Pop    | Pop    | Pop    | Pop    | Pop    | Pop    | Pop    | Pop    | Pop    | Pop    |
| 2007 | 2007 | 2007 | 2007 | 2007 | 2007 | 2007 | 2007 | 2007 | 2007 | 2007 | 2007 | 2007 | 2007 | 2007 | 2007 | 2007 | 2007 | 2007 | 2007 | 2007 | 2007 | 2007 | 2007 | 2007 | 2007 | 2007 | 2007 | 2007 | 2007 | 2007 | 2007 | 2007 | 2007 | 2007 | 2007 | 2007 | 2007 | 2007 | 2007 | 2007 | 2007 | 2007 | 2007 | 2007 | 2007 | 2007 | 2007 | 2007 | 2007 | 2007 | 2007 | 2007 | 2007 | 2007 | 2007 | 2007 | 2007 | 2007 | 2007 | 2007 | 2007 | 2007 | 2007 | 2007 | 2007 | 2007 | 2007 | 2007 | 2007 | 2007 | 2007 | 2007 | 2007 | 2007 | 2007 | 2007 | 2007 | 2007 | 2007 | 2007 | 2007 | 2007 | 2007 | 2007 | 2007 | 2007 | 2007 | 2007 | 2007 | 2007 | 2007 | 2007 | 2007 | 2007 | 2007 | 2007 | 2007 | 2007 | 2007 | "Bathwater"                     | "Bathwater"                     | "Bathwater"                     | "Bathwater"                     | "Bathwater"                     | "Bathwater"                     | "Bathwater"                     | "Bathwater"                     | "Bathwater"                     | "Bathwater"                     | "Bathwater"                     | "Bathwater"                     | "Bathwater"                     | "Bathwater"                     | "Bathwater"                     | "Bathwater"                     | "Bathwater"                     | "Bathwater"                     | "Bathwater"                     | "Bathwater"                     | "Bathwater"                     | "Bathwater"                     | "Bathwater"                     | "Bathwater"                     | "Bathwater"                     | "Bathwater"                     | "Bathwater"                     | "Bathwater"                     | "Bathwater"                     | "Bathwater"                     | "Bathwater"                     | "Bathwater"                     | "Bathwater"                     | "Bathwater"                     | "Bathwater"                     | "Bathwater"                     | "Bathwater"                     | "Bathwater"                     | "Bathwater"                     | "Bathwater"                     | "Bathwater"                     | "Bathwater"                     | "Bathwater"                     | "Bathwater"                     | "Bathwater"                     | "Bathwater"                     | "Bathwater"                     | "Bathwater"                     | "Bathwater"                     | "Bathwater"                     | "Bathwater"                     | "Bathwater"                     | "Bathwater"                     | "Bathwater"                     | "Bathwater"                     | "Bathwater"                     | "Bathwater"                     | "Bathwater"                     | "Bathwater"                     | "Bathwater"                     | "Bathwater"                     | "Bathwater"                     | "Bathwater"                     | "Bathwater"                     | "Bathwater"                     | "Bathwater"                     | "Bathwater"                     | "Bathwater"                     | "Bathwater"                     | "Bathwater"                     | "Bathwater"                     | "Bathwater"                     | "Bathwater"                     | "Bathwater"                     | "Bathwater"                     | "Bathwater"                     | "Bathwater"                     | "Bathwater"                     | "Bathwater"                     | "Bathwater"                     | "Bathwater"                     | "Bathwater"                     | "Bathwater"                     | "Bathwater"                     | "Bathwater"                     | "Bathwater"                     | "Bathwater"                     | "Bathwater"                     | "Bathwater"                     | "Bathwater"                     | "Bathwater"                     | "Bathwater"                     | "Bathwater"                     | "Bathwater"                     | "Bathwater"                     | "Bathwater"                     | "Bathwater"                     | "Bathwater"                     | "Bathwater"                     | "Bathwater"                     | EP   | EP   | EP   | EP   | EP   | EP   | EP   | EP   | EP   | EP   | EP   | EP   | EP   | EP   | EP   | EP   | EP   | EP   | EP   | EP   | EP   | EP   | EP   | EP   | EP   | EP   | EP   | EP   | EP   | EP   | EP   | EP   | EP   | EP   | EP   | EP   | EP   | EP   | EP   | EP   | EP   | EP   | EP   | EP   | EP   | EP   | EP   | EP   | EP   | EP   | EP   | EP   | EP   | EP   | EP   | EP   | EP   | EP   | EP   | EP   | EP   | EP   | EP   | EP   | EP   | EP   | EP   | EP   | EP   | EP   | EP   | EP   | EP   | EP   | EP   | EP   | EP   | EP   | EP   | EP   | EP   | EP   | EP   | EP   | EP   | EP   | EP   | EP   | EP   | EP   | EP   | EP   | EP   | EP   | EP   | EP   | EP   | EP   | EP   | EP   | Pop    | Pop    | Pop    | Pop    | Pop    | Pop    | Pop    | Pop    | Pop    | Pop    | Pop    | Pop    | Pop    | Pop    | Pop    | Pop    | Pop    | Pop    | Pop    | Pop    | Pop    | Pop    | Pop    | Pop    | Pop    | Pop    | Pop    | Pop    | Pop    | Pop    | Pop    | Pop    | Pop    | Pop    | Pop    | Pop    | Pop    | Pop    | Pop    | Pop    | Pop    | Pop    | Pop    | Pop    | Pop    | Pop    | Pop    | Pop    | Pop    | Pop    | Pop    | Pop    | Pop    | Pop    | Pop    | Pop    | Pop    | Pop    | Pop    | Pop    | Pop    | Pop    | Pop    | Pop    | Pop    | Pop    | Pop    | Pop    | Pop    | Pop    | Pop    | Pop    | Pop    | Pop    | Pop    | Pop    | Pop    | Pop    | Pop    | Pop    | Pop    | Pop    | Pop    | Pop    | Pop    | Pop    | Pop    | Pop    | Pop    | Pop    | Pop    | Pop    | Pop    | Pop    | Pop    | Pop    | Pop    | Pop    | Pop    | Pop    |
| 2007 | 2007 | 2007 | 2007 | 2007 | 2007 | 2007 | 2007 | 2007 | 2007 | 2007 | 2007 | 2007 | 2007 | 2007 | 2007 | 2007 | 2007 | 2007 | 2007 | 2007 | 2007 | 2007 | 2007 | 2007 | 2007 | 2007 | 2007 | 2007 | 2007 | 2007 | 2007 | 2007 | 2007 | 2007 | 2007 | 2007 | 2007 | 2007 | 2007 | 2007 | 2007 | 2007 | 2007 | 2007 | 2007 | 2007 | 2007 | 2007 | 2007 | 2007 | 2007 | 2007 | 2007 | 2007 | 2007 | 2007 | 2007 | 2007 | 2007 | 2007 | 2007 | 2007 | 2007 | 2007 | 2007 | 2007 | 2007 | 2007 | 2007 | 2007 | 2007 | 2007 | 2007 | 2007 | 2007 | 2007 | 2007 | 2007 | 2007 | 2007 | 2007 | 2007 | 2007 | 2007 | 2007 | 2007 | 2007 | 2007 | 2007 | 2007 | 2007 | 2007 | 2007 | 2007 | 2007 | 2007 | 2007 | 2007 | 2007 | "Cheek to Cheek"                | "Cheek to Cheek"                | "Cheek to Cheek"                | "Cheek to Cheek"                | "Cheek to Cheek"                | "Cheek to Cheek"                | "Cheek to Cheek"                | "Cheek to Cheek"                | "Cheek to Cheek"                | "Cheek to Cheek"                | "Cheek to Cheek"                | "Cheek to Cheek"                | "Cheek to Cheek"                | "Cheek to Cheek"                | "Cheek to Cheek"                | "Cheek to Cheek"                | "Cheek to Cheek"                | "Cheek to Cheek"                | "Cheek to Cheek"                | "Cheek to Cheek"                | "Cheek to Cheek"                | "Cheek to Cheek"                | "Cheek to Cheek"                | "Cheek to Cheek"                | "Cheek to Cheek"                | "Cheek to Cheek"                | "Cheek to Cheek"                | "Cheek to Cheek"                | "Cheek to Cheek"                | "Cheek to Cheek"                | "Cheek to Cheek"                | "Cheek to Cheek"                | "Cheek to Cheek"                | "Cheek to Cheek"                | "Cheek to Cheek"                | "Cheek to Cheek"                | "Cheek to Cheek"                | "Cheek to Cheek"                | "Cheek to Cheek"                | "Cheek to Cheek"                | "Cheek to Cheek"                | "Cheek to Cheek"                | "Cheek to Cheek"                | "Cheek to Cheek"                | "Cheek to Cheek"                | "Cheek to Cheek"                | "Cheek to Cheek"                | "Cheek to Cheek"                | "Cheek to Cheek"                | "Cheek to Cheek"                | "Cheek to Cheek"                | "Cheek to Cheek"                | "Cheek to Cheek"                | "Cheek to Cheek"                | "Cheek to Cheek"                | "Cheek to Cheek"                | "Cheek to Cheek"                | "Cheek to Cheek"                | "Cheek to Cheek"                | "Cheek to Cheek"                | "Cheek to Cheek"                | "Cheek to Cheek"                | "Cheek to Cheek"                | "Cheek to Cheek"                | "Cheek to Cheek"                | "Cheek to Cheek"                | "Cheek to Cheek"                | "Cheek to Cheek"                | "Cheek to Cheek"                | "Cheek to Cheek"                | "Cheek to Cheek"                | "Cheek to Cheek"                | "Cheek to Cheek"                | "Cheek to Cheek"                | "Cheek to Cheek"                | "Cheek to Cheek"                | "Cheek to Cheek"                | "Cheek to Cheek"                | "Cheek to Cheek"                | "Cheek to Cheek"                | "Cheek to Cheek"                | "Cheek to Cheek"                | "Cheek to Cheek"                | "Cheek to Cheek"                | "Cheek to Cheek"                | "Cheek to Cheek"                | "Cheek to Cheek"                | "Cheek to Cheek"                | "Cheek to Cheek"                | "Cheek to Cheek"                | "Cheek to Cheek"                | "Cheek to Cheek"                | "Cheek to Cheek"                | "Cheek to Cheek"                | "Cheek to Cheek"                | "Cheek to Cheek"                | "Cheek to Cheek"                | "Cheek to Cheek"                | "Cheek to Cheek"                | "Cheek to Cheek"                | EP   | EP   | EP   | EP   | EP   | EP   | EP   | EP   | EP   | EP   | EP   | EP   | EP   | EP   | EP   | EP   | EP   | EP   | EP   | EP   | EP   | EP   | EP   | EP   | EP   | EP   | EP   | EP   | EP   | EP   | EP   | EP   | EP   | EP   | EP   | EP   | EP   | EP   | EP   | EP   | EP   | EP   | EP   | EP   | EP   | EP   | EP   | EP   | EP   | EP   | EP   | EP   | EP   | EP   | EP   | EP   | EP   | EP   | EP   | EP   | EP   | EP   | EP   | EP   | EP   | EP   | EP   | EP   | EP   | EP   | EP   | EP   | EP   | EP   | EP   | EP   | EP   | EP   | EP   | EP   | EP   | EP   | EP   | EP   | EP   | EP   | EP   | EP   | EP   | EP   | EP   | EP   | EP   | EP   | EP   | EP   | EP   | EP   | EP   | EP   | Pop    | Pop    | Pop    | Pop    | Pop    | Pop    | Pop    | Pop    | Pop    | Pop    | Pop    | Pop    | Pop    | Pop    | Pop    | Pop    | Pop    | Pop    | Pop    | Pop    | Pop    | Pop    | Pop    | Pop    | Pop    | Pop    | Pop    | Pop    | Pop    | Pop    | Pop    | Pop    | Pop    | Pop    | Pop    | Pop    | Pop    | Pop    | Pop    | Pop    | Pop    | Pop    | Pop    | Pop    | Pop    | Pop    | Pop    | Pop    | Pop    | Pop    | Pop    | Pop    | Pop    | Pop    | Pop    | Pop    | Pop    | Pop    | Pop    | Pop    | Pop    | Pop    | Pop    | Pop    | Pop    | Pop    | Pop    | Pop    | Pop    | Pop    | Pop    | Pop    | Pop    | Pop    | Pop    | Pop    | Pop    | Pop    | Pop    | Pop    | Pop    | Pop    | Pop    | Pop    | Pop    | Pop    | Pop    | Pop    | Pop    | Pop    | Pop    | Pop    | Pop    | Pop    | Pop    | Pop    | Pop    | Pop    | Pop    | Pop    |
| 2007 | 2007 | 2007 | 2007 | 2007 | 2007 | 2007 | 2007 | 2007 | 2007 | 2007 | 2007 | 2007 | 2007 | 2007 | 2007 | 2007 | 2007 | 2007 | 2007 | 2007 | 2007 | 2007 | 2007 | 2007 | 2007 | 2007 | 2007 | 2007 | 2007 | 2007 | 2007 | 2007 | 2007 | 2007 | 2007 | 2007 | 2007 | 2007 | 2007 | 2007 | 2007 | 2007 | 2007 | 2007 | 2007 | 2007 | 2007 | 2007 | 2007 | 2007 | 2007 | 2007 | 2007 | 2007 | 2007 | 2007 | 2007 | 2007 | 2007 | 2007 | 2007 | 2007 | 2007 | 2007 | 2007 | 2007 | 2007 | 2007 | 2007 | 2007 | 2007 | 2007 | 2007 | 2007 | 2007 | 2007 | 2007 | 2007 | 2007 | 2007 | 2007 | 2007 | 2007 | 2007 | 2007 | 2007 | 2007 | 2007 | 2007 | 2007 | 2007 | 2007 | 2007 | 2007 | 2007 | 2007 | 2007 | 2007 | 2007 | "Bésame Mucho"                  | "Bésame Mucho"                  | "Bésame Mucho"                  | "Bésame Mucho"                  | "Bésame Mucho"                  | "Bésame Mucho"                  | "Bésame Mucho"                  | "Bésame Mucho"                  | "Bésame Mucho"                  | "Bésame Mucho"                  | "Bésame Mucho"                  | "Bésame Mucho"                  | "Bésame Mucho"                  | "Bésame Mucho"                  | "Bésame Mucho"                  | "Bésame Mucho"                  | "Bésame Mucho"                  | "Bésame Mucho"                  | "Bésame Mucho"                  | "Bésame Mucho"                  | "Bésame Mucho"                  | "Bésame Mucho"                  | "Bésame Mucho"                  | "Bésame Mucho"                  | "Bésame Mucho"                  | "Bésame Mucho"                  | "Bésame Mucho"                  | "Bésame Mucho"                  | "Bésame Mucho"                  | "Bésame Mucho"                  | "Bésame Mucho"                  | "Bésame Mucho"                  | "Bésame Mucho"                  | "Bésame Mucho"                  | "Bésame Mucho"                  | "Bésame Mucho"                  | "Bésame Mucho"                  | "Bésame Mucho"                  | "Bésame Mucho"                  | "Bésame Mucho"                  | "Bésame Mucho"                  | "Bésame Mucho"                  | "Bésame Mucho"                  | "Bésame Mucho"                  | "Bésame Mucho"                  | "Bésame Mucho"                  | "Bésame Mucho"                  | "Bésame Mucho"                  | "Bésame Mucho"                  | "Bésame Mucho"                  | "Bésame Mucho"                  | "Bésame Mucho"                  | "Bésame Mucho"                  | "Bésame Mucho"                  | "Bésame Mucho"                  | "Bésame Mucho"                  | "Bésame Mucho"                  | "Bésame Mucho"                  | "Bésame Mucho"                  | "Bésame Mucho"                  | "Bésame Mucho"                  | "Bésame Mucho"                  | "Bésame Mucho"                  | "Bésame Mucho"                  | "Bésame Mucho"                  | "Bésame Mucho"                  | "Bésame Mucho"                  | "Bésame Mucho"                  | "Bésame Mucho"                  | "Bésame Mucho"                  | "Bésame Mucho"                  | "Bésame Mucho"                  | "Bésame Mucho"                  | "Bésame Mucho"                  | "Bésame Mucho"                  | "Bésame Mucho"                  | "Bésame Mucho"                  | "Bésame Mucho"                  | "Bésame Mucho"                  | "Bésame Mucho"                  | "Bésame Mucho"                  | "Bésame Mucho"                  | "Bésame Mucho"                  | "Bésame Mucho"                  | "Bésame Mucho"                  | "Bésame Mucho"                  | "Bésame Mucho"                  | "Bésame Mucho"                  | "Bésame Mucho"                  | "Bésame Mucho"                  | "Bésame Mucho"                  | "Bésame Mucho"                  | "Bésame Mucho"                  | "Bésame Mucho"                  | "Bésame Mucho"                  | "Bésame Mucho"                  | "Bésame Mucho"                  | "Bésame Mucho"                  | "Bésame Mucho"                  | "Bésame Mucho"                  | EP   | EP   | EP   | EP   | EP   | EP   | EP   | EP   | EP   | EP   | EP   | EP   | EP   | EP   | EP   | EP   | EP   | EP   | EP   | EP   | EP   | EP   | EP   | EP   | EP   | EP   | EP   | EP   | EP   | EP   | EP   | EP   | EP   | EP   | EP   | EP   | EP   | EP   | EP   | EP   | EP   | EP   | EP   | EP   | EP   | EP   | EP   | EP   | EP   | EP   | EP   | EP   | EP   | EP   | EP   | EP   | EP   | EP   | EP   | EP   | EP   | EP   | EP   | EP   | EP   | EP   | EP   | EP   | EP   | EP   | EP   | EP   | EP   | EP   | EP   | EP   | EP   | EP   | EP   | EP   | EP   | EP   | EP   | EP   | EP   | EP   | EP   | EP   | EP   | EP   | EP   | EP   | EP   | EP   | EP   | EP   | EP   | EP   | EP   | EP   | Pop    | Pop    | Pop    | Pop    | Pop    | Pop    | Pop    | Pop    | Pop    | Pop    | Pop    | Pop    | Pop    | Pop    | Pop    | Pop    | Pop    | Pop    | Pop    | Pop    | Pop    | Pop    | Pop    | Pop    | Pop    | Pop    | Pop    | Pop    | Pop    | Pop    | Pop    | Pop    | Pop    | Pop    | Pop    | Pop    | Pop    | Pop    | Pop    | Pop    | Pop    | Pop    | Pop    | Pop    | Pop    | Pop    | Pop    | Pop    | Pop    | Pop    | Pop    | Pop    | Pop    | Pop    | Pop    | Pop    | Pop    | Pop    | Pop    | Pop    | Pop    | Pop    | Pop    | Pop    | Pop    | Pop    | Pop    | Pop    | Pop    | Pop    | Pop    | Pop    | Pop    | Pop    | Pop    | Pop    | Pop    | Pop    | Pop    | Pop    | Pop    | Pop    | Pop    | Pop    | Pop    | Pop    | Pop    | Pop    | Pop    | Pop    | Pop    | Pop    | Pop    | Pop    | Pop    | Pop    | Pop    | Pop    | Pop    | Pop    |
| 2007 | 2007 | 2007 | 2007 | 2007 | 2007 | 2007 | 2007 | 2007 | 2007 | 2007 | 2007 | 2007 | 2007 | 2007 | 2007 | 2007 | 2007 | 2007 | 2007 | 2007 | 2007 | 2007 | 2007 | 2007 | 2007 | 2007 | 2007 | 2007 | 2007 | 2007 | 2007 | 2007 | 2007 | 2007 | 2007 | 2007 | 2007 | 2007 | 2007 | 2007 | 2007 | 2007 | 2007 | 2007 | 2007 | 2007 | 2007 | 2007 | 2007 | 2007 | 2007 | 2007 | 2007 | 2007 | 2007 | 2007 | 2007 | 2007 | 2007 | 2007 | 2007 | 2007 | 2007 | 2007 | 2007 | 2007 | 2007 | 2007 | 2007 | 2007 | 2007 | 2007 | 2007 | 2007 | 2007 | 2007 | 2007 | 2007 | 2007 | 2007 | 2007 | 2007 | 2007 | 2007 | 2007 | 2007 | 2007 | 2007 | 2007 | 2007 | 2007 | 2007 | 2007 | 2007 | 2007 | 2007 | 2007 | 2007 | 2007 | "Something to Talk About"       | "Something to Talk About"       | "Something to Talk About"       | "Something to Talk About"       | "Something to Talk About"       | "Something to Talk About"       | "Something to Talk About"       | "Something to Talk About"       | "Something to Talk About"       | "Something to Talk About"       | "Something to Talk About"       | "Something to Talk About"       | "Something to Talk About"       | "Something to Talk About"       | "Something to Talk About"       | "Something to Talk About"       | "Something to Talk About"       | "Something to Talk About"       | "Something to Talk About"       | "Something to Talk About"       | "Something to Talk About"       | "Something to Talk About"       | "Something to Talk About"       | "Something to Talk About"       | "Something to Talk About"       | "Something to Talk About"       | "Something to Talk About"       | "Something to Talk About"       | "Something to Talk About"       | "Something to Talk About"       | "Something to Talk About"       | "Something to Talk About"       | "Something to Talk About"       | "Something to Talk About"       | "Something to Talk About"       | "Something to Talk About"       | "Something to Talk About"       | "Something to Talk About"       | "Something to Talk About"       | "Something to Talk About"       | "Something to Talk About"       | "Something to Talk About"       | "Something to Talk About"       | "Something to Talk About"       | "Something to Talk About"       | "Something to Talk About"       | "Something to Talk About"       | "Something to Talk About"       | "Something to Talk About"       | "Something to Talk About"       | "Something to Talk About"       | "Something to Talk About"       | "Something to Talk About"       | "Something to Talk About"       | "Something to Talk About"       | "Something to Talk About"       | "Something to Talk About"       | "Something to Talk About"       | "Something to Talk About"       | "Something to Talk About"       | "Something to Talk About"       | "Something to Talk About"       | "Something to Talk About"       | "Something to Talk About"       | "Something to Talk About"       | "Something to Talk About"       | "Something to Talk About"       | "Something to Talk About"       | "Something to Talk About"       | "Something to Talk About"       | "Something to Talk About"       | "Something to Talk About"       | "Something to Talk About"       | "Something to Talk About"       | "Something to Talk About"       | "Something to Talk About"       | "Something to Talk About"       | "Something to Talk About"       | "Something to Talk About"       | "Something to Talk About"       | "Something to Talk About"       | "Something to Talk About"       | "Something to Talk About"       | "Something to Talk About"       | "Something to Talk About"       | "Something to Talk About"       | "Something to Talk About"       | "Something to Talk About"       | "Something to Talk About"       | "Something to Talk About"       | "Something to Talk About"       | "Something to Talk About"       | "Something to Talk About"       | "Something to Talk About"       | "Something to Talk About"       | "Something to Talk About"       | "Something to Talk About"       | "Something to Talk About"       | "Something to Talk About"       | "Something to Talk About"       | EP   | EP   | EP   | EP   | EP   | EP   | EP   | EP   | EP   | EP   | EP   | EP   | EP   | EP   | EP   | EP   | EP   | EP   | EP   | EP   | EP   | EP   | EP   | EP   | EP   | EP   | EP   | EP   | EP   | EP   | EP   | EP   | EP   | EP   | EP   | EP   | EP   | EP   | EP   | EP   | EP   | EP   | EP   | EP   | EP   | EP   | EP   | EP   | EP   | EP   | EP   | EP   | EP   | EP   | EP   | EP   | EP   | EP   | EP   | EP   | EP   | EP   | EP   | EP   | EP   | EP   | EP   | EP   | EP   | EP   | EP   | EP   | EP   | EP   | EP   | EP   | EP   | EP   | EP   | EP   | EP   | EP   | EP   | EP   | EP   | EP   | EP   | EP   | EP   | EP   | EP   | EP   | EP   | EP   | EP   | EP   | EP   | EP   | EP   | EP   | Pop    | Pop    | Pop    | Pop    | Pop    | Pop    | Pop    | Pop    | Pop    | Pop    | Pop    | Pop    | Pop    | Pop    | Pop    | Pop    | Pop    | Pop    | Pop    | Pop    | Pop    | Pop    | Pop    | Pop    | Pop    | Pop    | Pop    | Pop    | Pop    | Pop    | Pop    | Pop    | Pop    | Pop    | Pop    | Pop    | Pop    | Pop    | Pop    | Pop    | Pop    | Pop    | Pop    | Pop    | Pop    | Pop    | Pop    | Pop    | Pop    | Pop    | Pop    | Pop    | Pop    | Pop    | Pop    | Pop    | Pop    | Pop    | Pop    | Pop    | Pop    | Pop    | Pop    | Pop    | Pop    | Pop    | Pop    | Pop    | Pop    | Pop    | Pop    | Pop    | Pop    | Pop    | Pop    | Pop    | Pop    | Pop    | Pop    | Pop    | Pop    | Pop    | Pop    | Pop    | Pop    | Pop    | Pop    | Pop    | Pop    | Pop    | Pop    | Pop    | Pop    | Pop    | Pop    | Pop    | Pop    | Pop    | Pop    | Pop    |

## Tour
- 2007, American Idol Tour